# Hughey of the Circus
Hughey of the Circus è un cortometraggio muto del 1915 diretto da Wally Van.

## Produzione
Il film fu prodotto dalla Vitagraph Company of America.

## Distribuzione
Distribuito dalla General Film Company, il film - un cortometraggio in due bobine - uscì nelle sale cinematografiche statunitensi l'11 dicembre 1915.